# Palais am Prinzenberg

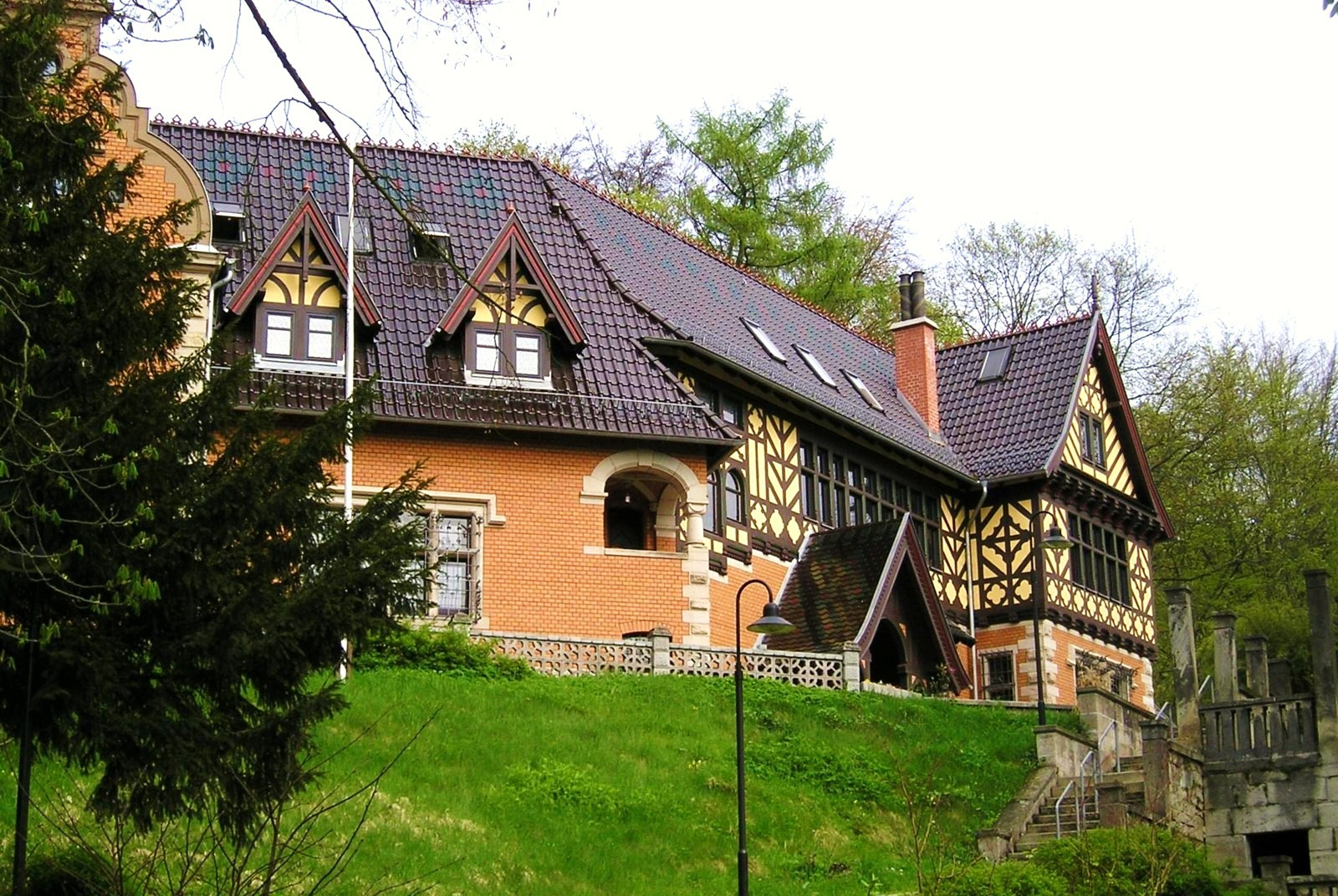
Palais am Prinzenberg, Helenenstift

Das Palais am Prinzenberg, bis 2003 „Helenenstift“ genannt, ist ein denkmalgeschützter Palast im Landschaftspark Herrenberg in der Kreisstadt Meiningen. Das Gebäude war der Witwensitz von Helene Freifrau von Heldburg, der dritten Ehefrau von Herzog Georg II. von Sachsen-Meiningen.

## Bauwerk
Das Palais am Prinzenberg wurde 1891/92 als Helenenstift am Herrenberg nach Plänen des Architekten und Hofbaumeister Otto Hoppe erbaut. Einen starken Einfluss auf die Gestaltung des Bauwerks nahm zudem der Architekt Carl Göbel, insbesondere beim Dach und Fachwerk. Der Palast sollte nach dem Willen von Herzog Georg II. im Falle eines früheren Ablebens seinerseits als Witwensitz für seine Ehefrau Helene Freifrau von Heldburg (bis 1873 Ellen Franz) dienen.
Das Bauwerk ist ein zweigeschossiger Massiv-Fachwerkbau, der zum Teil orangefarben verklinkert ist. Ein Gebäudeflügel wurde als Fachwerkbau im sogenannten „Old english style“, einem dem englischen Fachwerk nachempfundenen Stil der Neorenaissance errichtet. 1901/02 folgte ein Erweiterungsbau durch den Architekten und Hofbaumeister Karl Behlert. Der Palast diente zunächst von 1894 bis 1933 als Waisenhaus der Heldburgstiftung. Helene Freifrau von Heldburg nutzte währenddessen einen Teil des Anwesens von 1918 bis zu ihrem Tode 1923 als ihren Altersruhesitz. Nach 1933 zog hier ein Kindergarten der Nationalsozialistischen Wohlfahrt ein.
Zum Ende des Zweiten Weltkrieges 1944/45 war im Helenenstift der militärische Befehlsstand zur Verteidigung der Stadt Meiningen untergebracht. Noch vor dem Eintreffen der Amerikaner am 5. April 1945 flüchteten die Befehlshaber unter Oberst Rudelsdorff mit einigen Einheiten aus der Stadt. Ab 1950 gehörte das Bauwerk zur in Meiningen und Dreißigacker eingerichteten Fachschule Institut für Lehrerbildung (IfL), das nach der Wende 1989/90 bis 2001 als Lehrerseminar des Freistaates Thüringen diente.
2003/2004 erfolgte eine Renovierung und Modernisierung des Objekts und das Helenenstift wurde einer neuen Nutzung zugeführt. Unter dem neuen Namen Palais am Prinzenberg fungiert es als Firmensitz und Kulturstätte. Es wurden weiter Ferienwohnungen eingerichtet und eine Freilichtbühne im Hof erbaut. Der Eigentümer erhielt 2011 für die Restaurierung des Helenenstifts den Thüringer Denkmalschutzpreis.